# Hear My Cry
Hear My Cry – debiutancki album brytyjskiej piosenkarki i Dja, Sonique. Płyta została wydana 15 lutego 2000 roku, a rok później została nominowana do nagrody British Awards 2001 i zajęła pierwsze miejsce w kategorii „The best solo artist album” (najlepszy solowy album). Zawiera ona 14 piosenek i jest mieszanką stylów muzycznych tj. house, dance, techno, disco, elektro czy trance. Teksty piosenek napisała sama wokalistka, jak i Simon Belofsky, Graeme Pleeth, J. Hawkins i Rick Nowels. Z płyty tej pochodzą single: „It Feels So Good”, „Sky” oraz cover „I Put a Spell on You”. Dwa pierwsze odniosły ogromny sukces na listach przebojów, w szczególności „It Feels So Good”. Album „Hear My Cry” dotarł do drugiego miejsca w Wielkiej Brytanii i w tym kraju sprzedał się w ponad 500 tys. egzemplarzy.

## Lista utworów
1. "It Feels So Good" (Sonique, Simon Belofsky, Graeme Pleeth)
2. "I Put a Spell on You" (J.Hawkins)
3. "Are You Ready?" (Sonique, Turnbull, Catlin, Martin)
4. "Cold And Lonely" (Sonique, Simon Belofsky)
5. "Drama" feat. Calvin Richardson (E. Williams, T. Riley, W. Hogges, A. Hicks)
6. "Move Closer" (Ric Salmon, Robin Barter, Sonique)
7. "Can't Get Enough" (Sonique)
8. "Hear My Cry" (Sonique)
9. "Empty" (Hideaway) (Lukas Burton, Amanda Goseine, Kent Brainerd)
10. "Love Is On Our Side" (M. Jefferson, M. Glover)
11. "Sky" (Sonique, Rick Nowels)
12. "Learn To Forget" (Graeme Dickson & Grant Mitchell)
13. "It Feels So Good (Can 7 Soulfood Club Mix)" (Sonique, Simon Belofsky, Graeme Pleeth)
14. "Sky (Sonique Mix)" (Sonique, Rick Nowels)